# Fluvicola nengeta
La viudita enmascarada (en Argentina y Colombia), lavandera enmascarada (en Paraguay y Uruguay) o tirano-de-agua enmascarado (en Ecuador y Perú) (Fluvicola nengeta), es una especie de ave paseriforme de la familia Tyrannidae perteneciente al género Fluvicola. Es nativa de América del Sur.

## Distribución y hábitat
Se distribuye en dos áreas disjuntas, en el este y sur de Brasil, expandiéndose al este de Paraguay y noreste de Argentina y norte de Uruguay; y en la pendiente del Pacífico del oeste de Ecuador y noroeste de Perú.
Esta especie es considerada bastante común en sus hábitats naturales: las áreas arbustivas semiabiertas cerca de agua dulce, especialmentre en áreas pantanosas y campos de arroz en tierras bajas; a o largo de costas y lagos, ríos y cursos de agua; ocasionalmente en áreas abiertas adyacentes. Principalmentte por debajo de los 300 m de altitud, localmente hasta los 800 m, raramente hasta los 1300 m.

## Sistemática

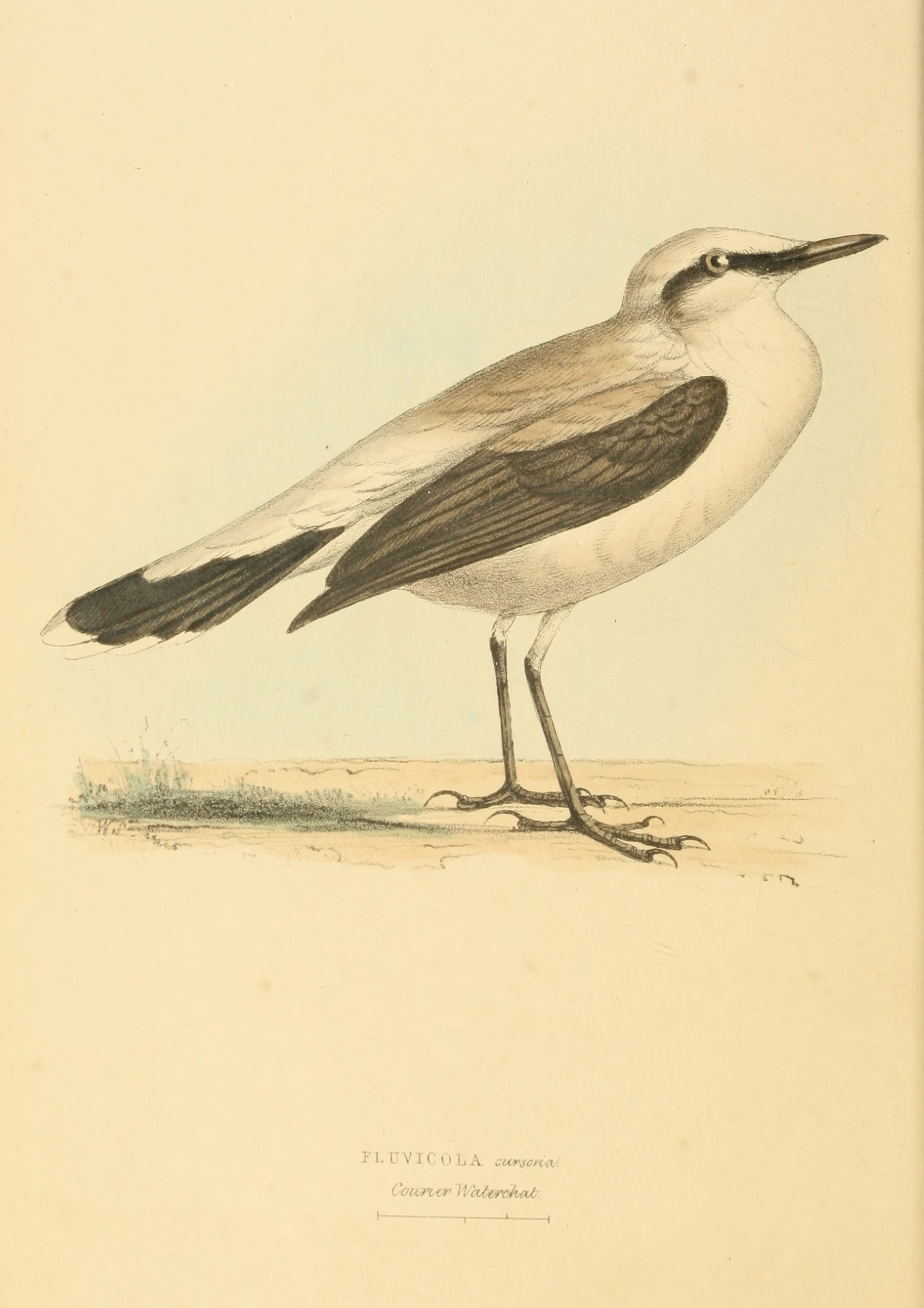
Fluvicola cursoria sinónimo de Fluvicola nengeta, ilustración de Swainson en Zoological Illustrations, 1831.

### Descripción original
La especie F. nengeta fue descrita por primera vez por el naturalista sueco Carlos Linneo en 1766 bajo el nombre científico Lanius nengeta; su localidad tipo es: «Brasil».

### Etimología
El nombre genérico femenino «Fluvicola» se compone de las palabras del latín «fluvius, fluvii» que significa ‘río’, y «colere» que significa ‘que habita’; y el nombre de la especie «nengeta», proviene del tupí «guirá nheengetá»  que significa ‘pájaro que susurra’, designando a un ave desconocida.

### Taxonomía
Las subespecies tan remotas geográficamente podrían sugerir dos especies distintas; sin embargo las diferencias parecen no existir en la morfometría y la vocalización, y las diferencias de plumaje son triviales.

### Subespecies
Según las clasificaciones del Congreso Ornitológico Internacional (IOC) y Clements Checklist/eBird se reconocen dos subespecies, con su correspondiente distribución geográfica:
- Fluvicola nengeta atripennis P.L. Sclater, 1860 – oeste de Ecuador (al sur desde Esmeraldas) hacia el sur hasta el extrmeo noroeste de Perú (Tumbes); registro reciente en el suroeste de Colombia (Nariño),
- Fluvicola nengeta nengeta (Linnaeus), 1766 – este y sur de Brasil desde el este de Pará y Tocantins al este hasta Río Grande del Norte, al sur hasta Mato Grosso do Sul y Santa Catarina; recientemente expandiendo hacia el sur de Brasil, noreste de Argentina (Misiones) y sureste de Paraguay.